# Swiss Music Awards 2010
La 3ª edizione degli Swiss Music Awards si è tenuta il 2 marzo 2010 a Zurigo, Svizzera trasmessa il giorno dopo dalla Schauspielhaus Schiffbau sul canale ProSieben. È stata condotta dall'attrice e modella Melanie Winiger e dal giornalista Marco Fritsche.
Stress è ancora una volta, dopo l'edizione 2008, il vincitore di 2 dei premi nazionali più ambiti: Miglior canzone nazionale e Miglior album urbano nazionale.
Gli artisti esibitisi sul palco sono stati: Bushido, Kesha, Sens Unik, Baschi, Christophe Maé, Lunik e Milow.

## Premi
I vincitori della categoria sono evidenziati in grassetto.

### Miglior canzone nazionale
- Stahn uf, Baschi, Bligg, Ritschi, Seven & Stress
- Tous les mêmes, Stress feat. Karolyn
- Lisa, Seven

### Miglior canzone internazionale
- Poker Face, Lady Gaga
- I Gotta Feeling, The Black Eyed Peas
- Broken Strings, James Morrison feat. Nelly Furtado

### Miglior album pop/rock nazionale
- The Highest Heights, Lovebugs
- Roots to Grow, Stefanie Heinzmann
- Touch Yello, Yello

### Miglior album pop/rock internazionale
- Funhouse, Pink
- The Resistance, Muse
- Reality Killed the Video Star, Robbie Williams

### Miglior album urbano nazionale
- Des rois, des pions et des fous, Stress
- Like a Rocket, Seven
- Letschti Rundi, Wurzel 5

### Miglior album urbano internazionale
- Wir Kinder vom Bahnhof Soul, Jan Delay
- Stadtaffe, Peter Fox
- The E.N.D., The Black Eyed Peas

### Rivelazione nazionale
- Bucher & Schmid
- Pegasus
- Liricas Analas

### Rivelazione internazionale
- Kings of Leon
- Milow
- Lady Gaga

### Miglior album dance nazionale
- Tattoo, Mr. Da-Nos
- The Album, Sir Colin
- 2009, DJ Antoine

### Premio della giuria
- Und jetz … was hät das mit mir z tue?, Big Zis
- Blueskywell, Filewile
- Flowers, Birds and Home, Heidi Happy